# Römisches Brandgräberfeld Schönecken
Koordinaten: 50° 9′ 53″ N, 6° 26′ 47″ O
Das Römische Brandgräberfeld Schönecken ist ein römisches Grabfeld in der Ortsgemeinde Schönecken im Eifelkreis Bitburg-Prüm in Rheinland-Pfalz.

## Beschreibung
Das Brandgräberfeld befindet sich nordwestlich von Schönecken im dortigen Steinbruch westlich der Schönecker Schweiz.
Die Brandgräber konnten als römerzeitlich verortet werden.

## Archäologische Befunde
Die Brandgräber wurden in den Jahren um 1840 zwischen dem Seiwel- und dem Rattenberg entdeckt und zerstört. Zwei der gefundenen Brandgräber wurden hierbei genauer dokumentiert. In einem Grab befanden sich eine Art Topf sowie eine Opferschale aus Terra Sigillata mit dem Stempel der Fabrik. Aus dem zweiten Grab wurde der Fund einer frührömischen Scharnierflügelfibel durch das Rheinische Landesmuseum Trier dokumentiert. Neben den entdeckten Brandgräbern stieß man zudem in unmittelbarer Nähe auf römische Gebäudereste. Diese Funde lassen auf eine römische Siedlung schließen.

## Erhaltungszustand und Denkmalschutz
Die Brandgräber wurden bei Arbeiten zu spät entdeckt und zerstört. Die aufgefundenen Beigaben wurden dokumentiert und geborgen, weshalb die Brandgräber heute nicht mehr vor Ort erhalten geblieben sind. Der Fundort befindet sich heute zudem inmitten des örtlichen Steinbruchs.
Das Brandgräberfeld ist als eingetragenes Kulturdenkmal im Sinne des Denkmalschutzgesetzes des Landes Rheinland-Pfalz (DSchG) unter besonderen Schutz gestellt. Nachforschungen und gezieltes Sammeln von Funden sind genehmigungspflichtig, Zufallsfunde an die Denkmalbehörden zu melden.